# Thierry Dusautoir
Thierry Dusautoir (narozen 18. listopadu 1981, Abidžan, Pobřeží slonoviny) je bývalý francouzský ragbista hrající v Rugby Union za klubové soutěže a za Francouzskou ragbyovou reprezentaci. Je mnohými považován za hráče s nejlepšími ragbyovými skládkami na světě (držitel rekordu 38 skládek během zápasu). V roce 2023 byl jmenován do Světové ragbyové síně slávy.

Byl vyhlášen nejlepším ragbistou světa za rok 2011 (World Rugby Player of the Year in 2011). V roce 2011 získal také stříbrnou medaili na Mistrovství světa v ragby. S reprezentací vyhrál v roce 2010 Six Nations. Pětkrát vyhrál francouzskou ligu (dvakrát s Biarritz a třikrát s Toulouse a jednou Evropský pohár mistrů s Toulouse. 

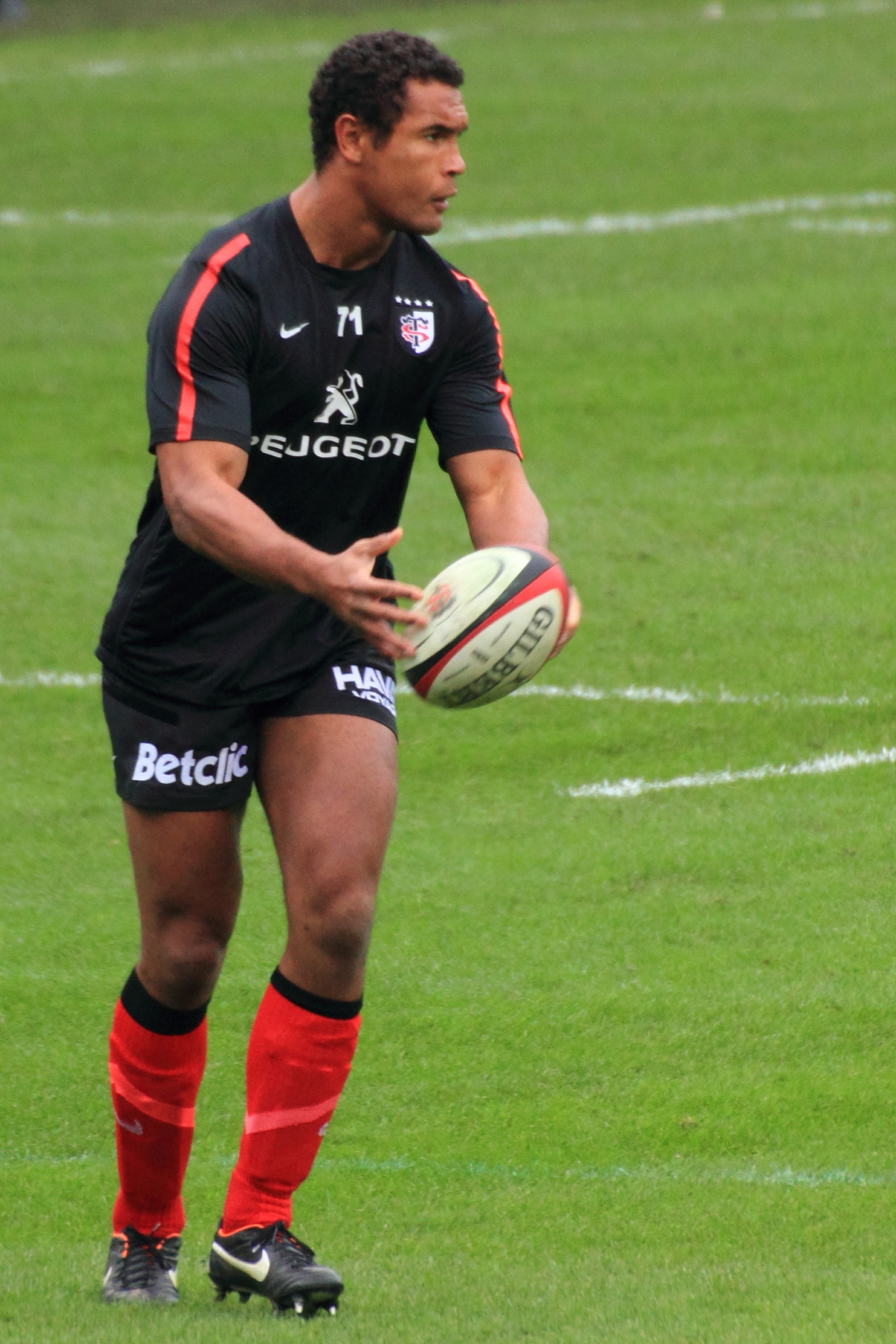
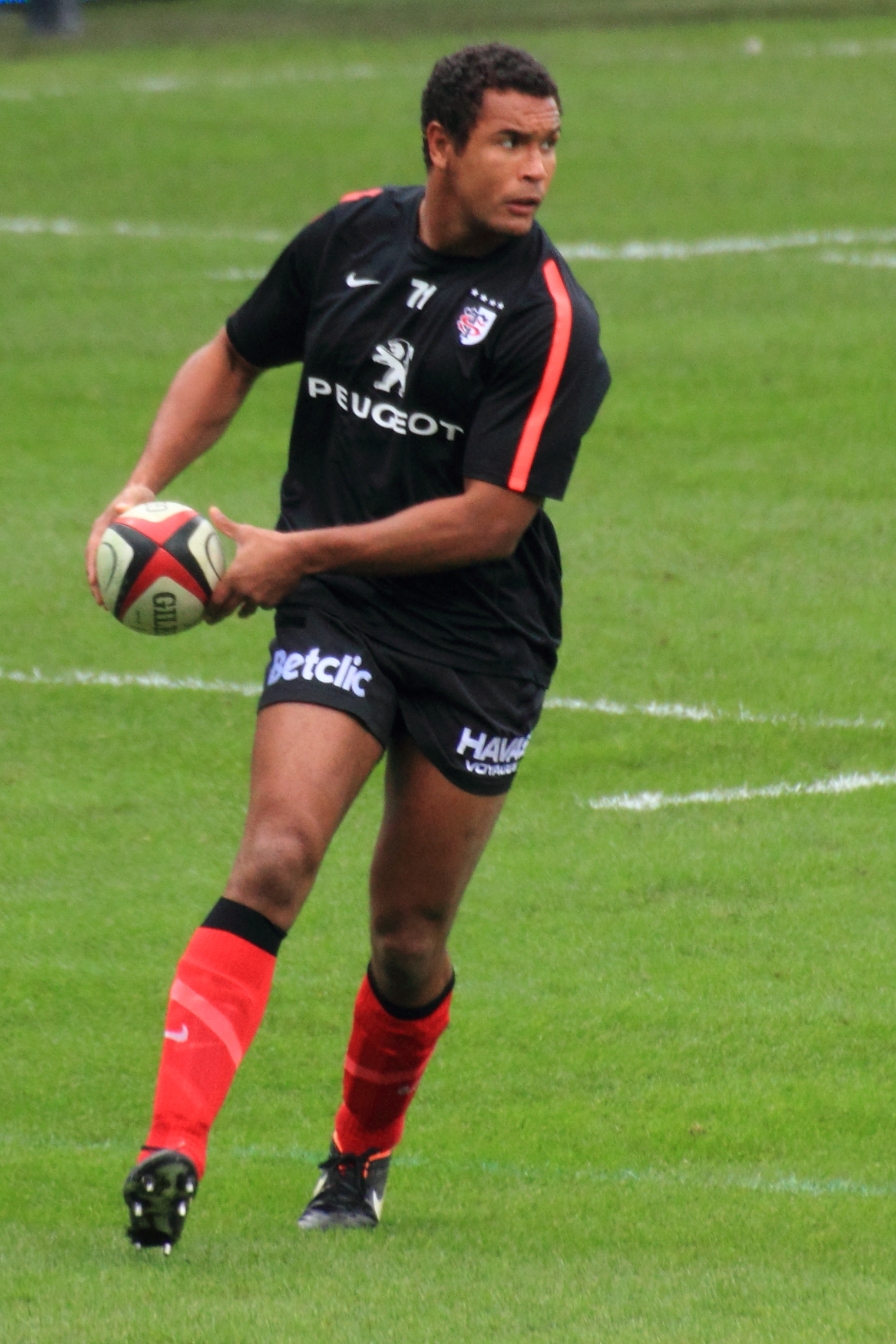
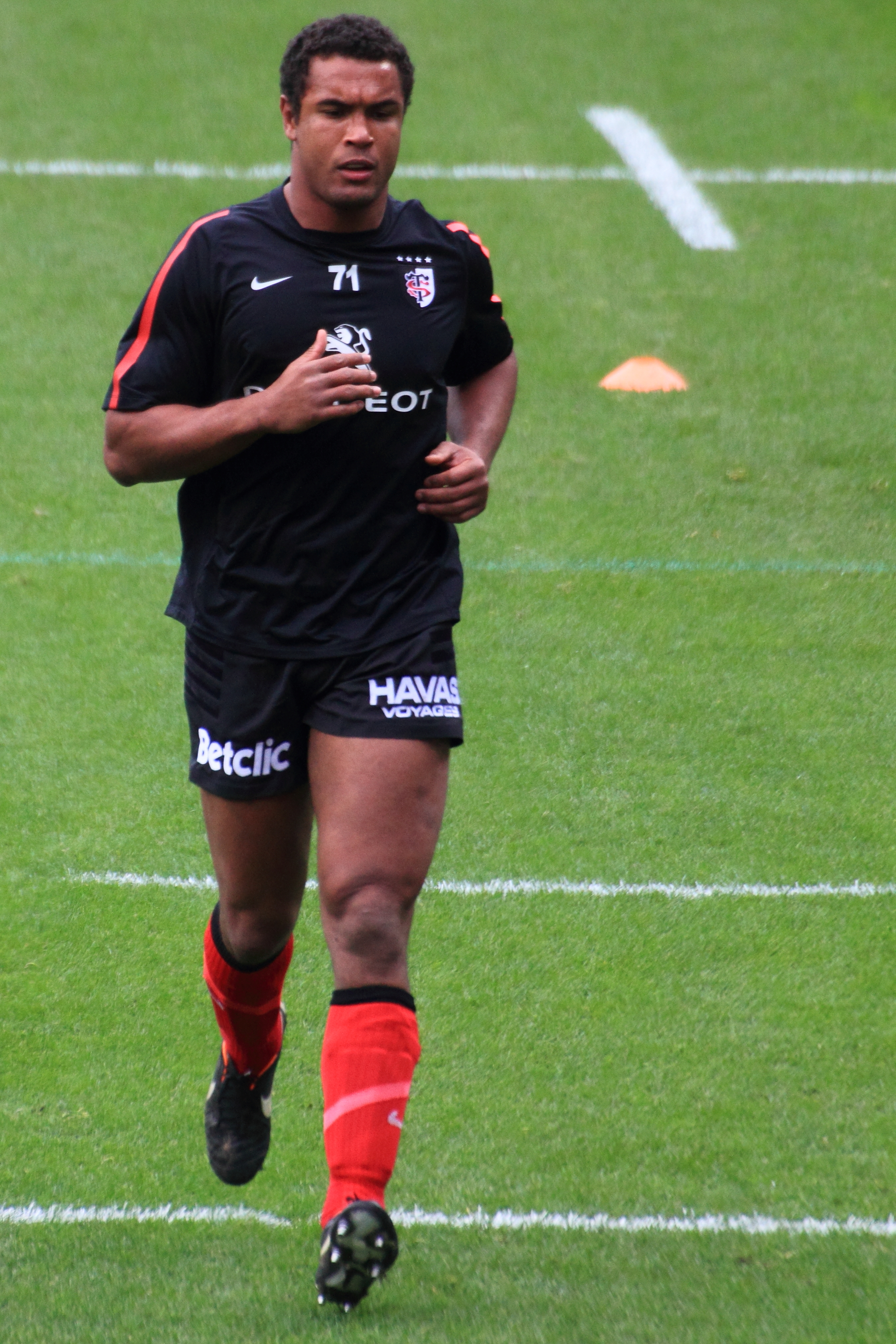
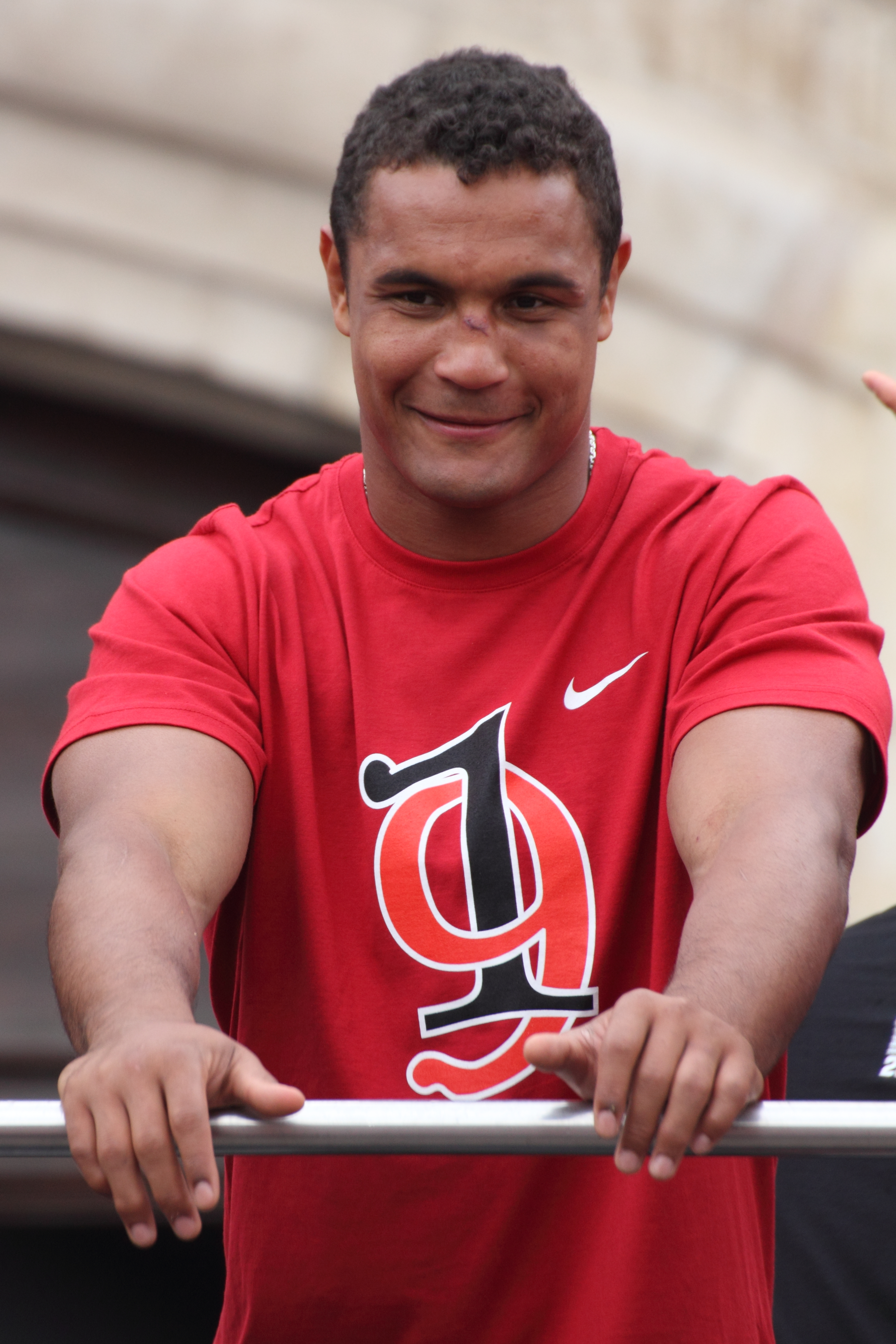
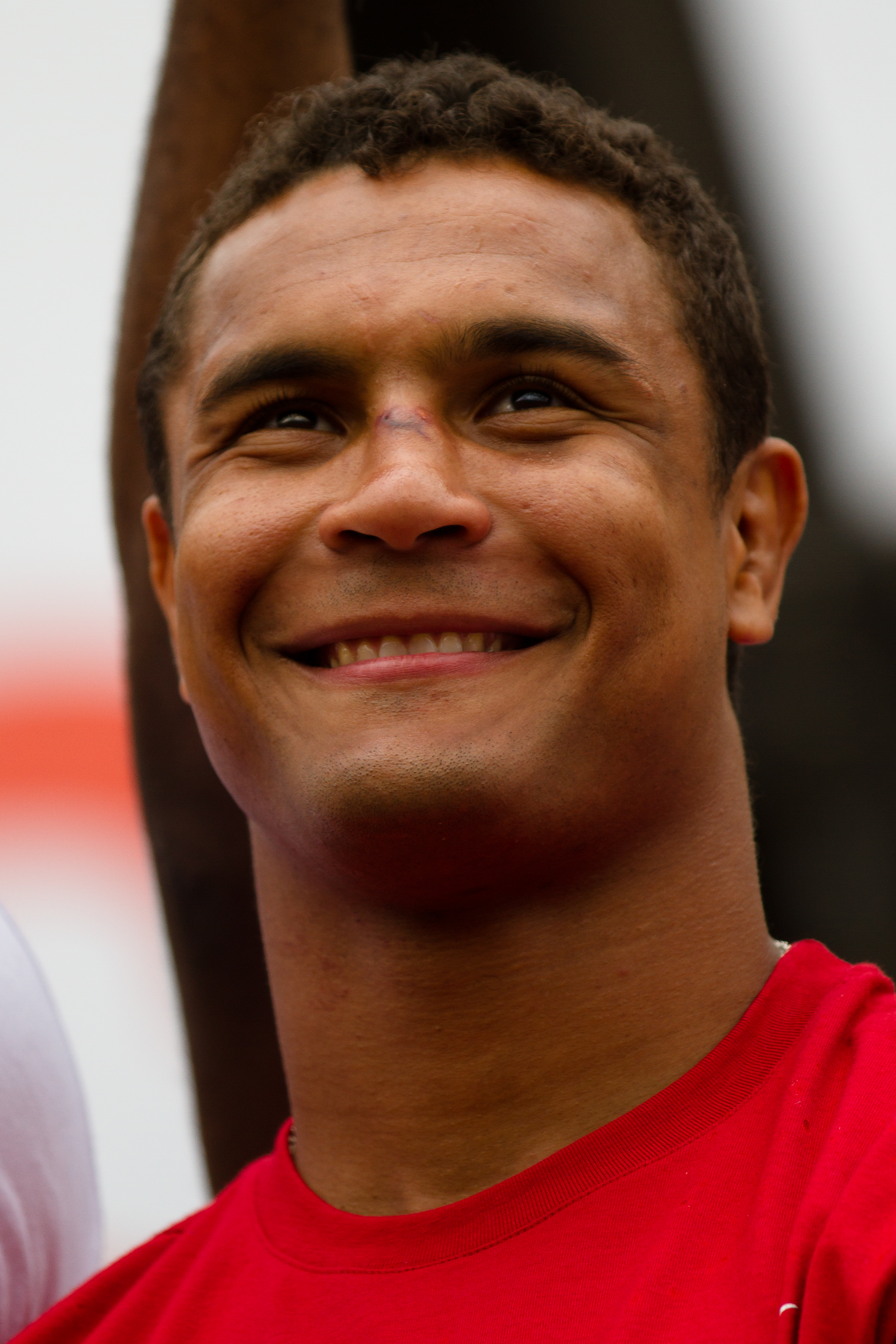
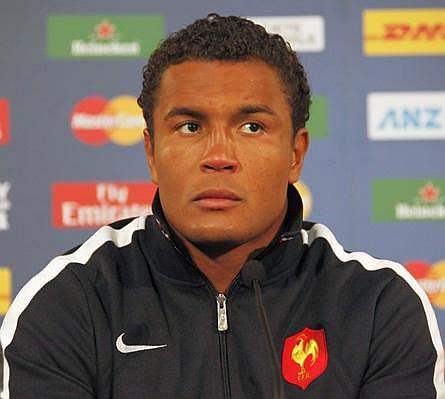
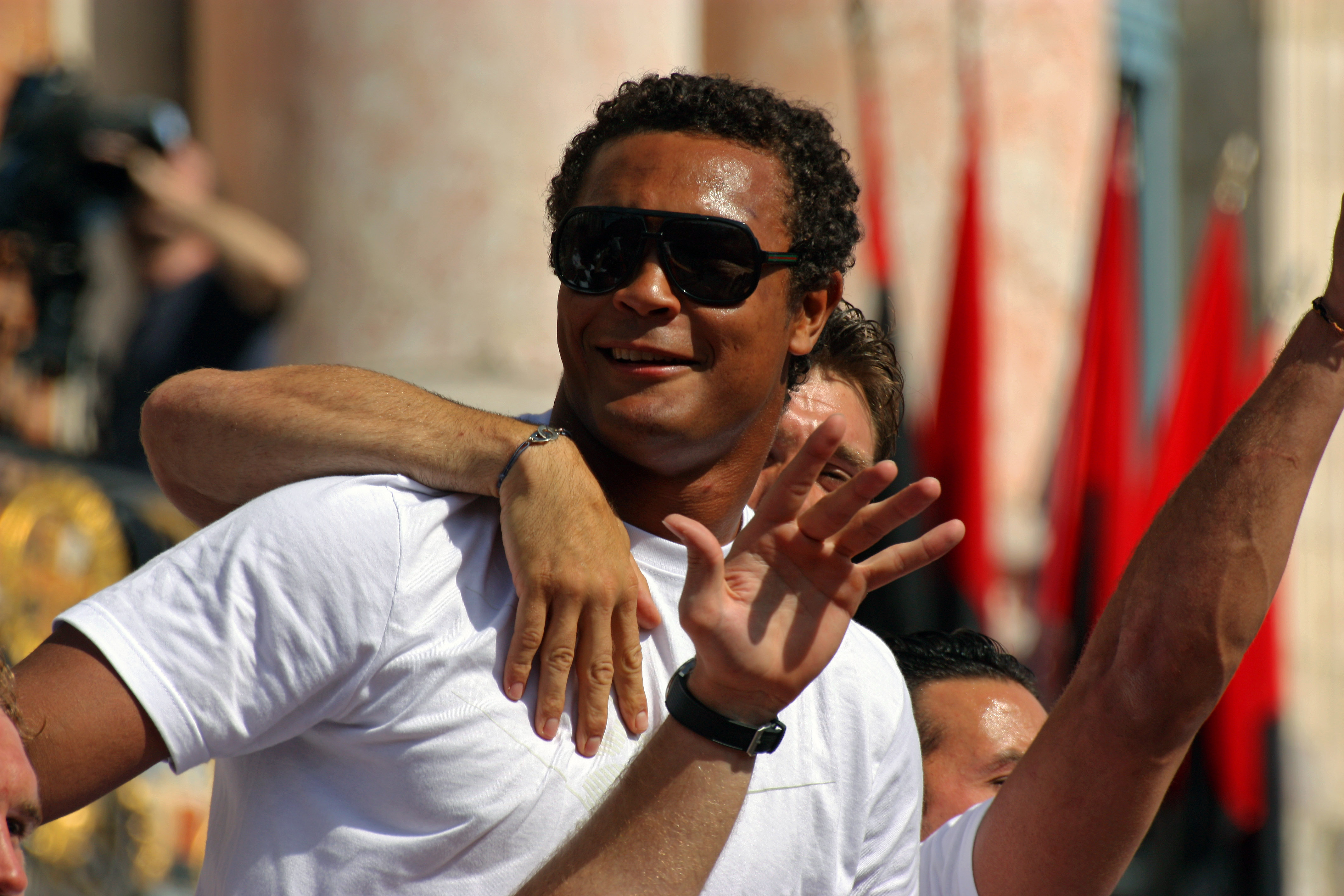